# كارلوس لويس موراليس
كارلوس لويس موراليس (12 يونيو 1965 بغواياكيل في الإكوادور - 22 يونيو 2020) هو سياسي ومذيع أخبار ولاعب كرة قدم إكوادوري في مركز حراسة المرمى. شارك مع منتخب الإكوادور لكرة القدم. أما مع النوادي، فقد لعب مع إنديبندينتي وبرشلونة جواياكويل ونادي إيميلك ونادي بالستينو ونادي إسبولي الرياضي ‏ ونادي بورتوفيخو.

## وصلات خارجية
- كارلوس لويس موراليس على موقع قاعدة بيانات كرة القدم.إي يو (الإنجليزية)
- كارلوس لويس موراليس على موقع ناشيونال فوتبول تيمز (الإنجليزية)